# Otvești

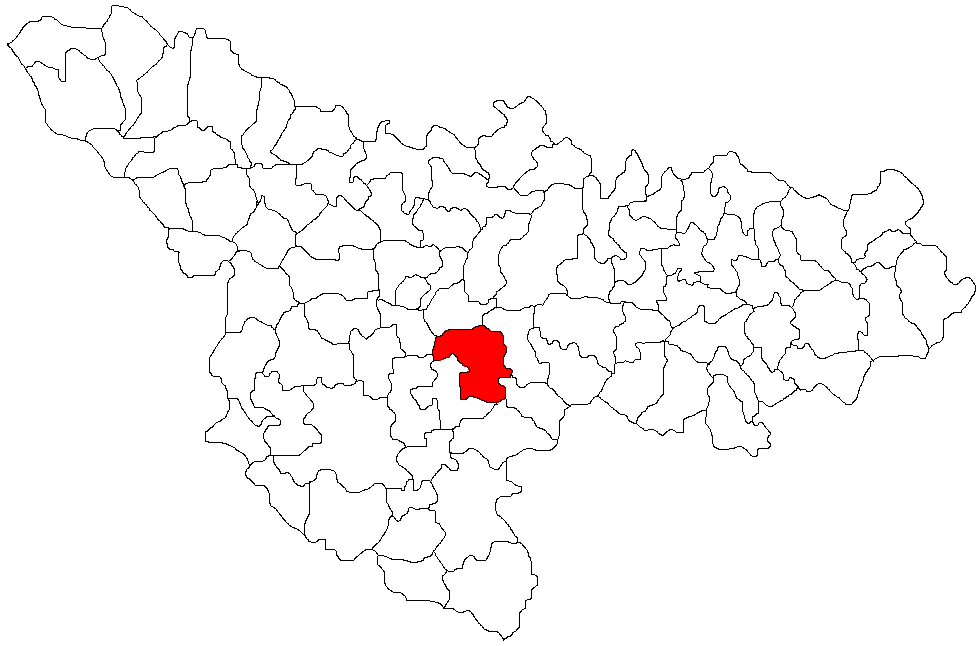
Lage der Gemeinde Sacoșu Turcesc im Kreis Timiș

Otvești (deutsch Ötwösch, ungarisch Ötvösd) ist ein Dorf im Kreis Timiș, in der Region Banat, im Südwesten Rumäniens. Otvești gehört zur Gemeinde Sacoșu Turcesc.

## Geografische Lage
Otvești liegt in 25 km Entfernung von Timișoara, an der Kreisstraße (drumul județean) DJ 609.

## Nachbarorte
| Unip           | Sacoșu Turcesc                              | Bacova     |
| Stamora Română | Kompassrose, die auf Nachbargemeinden zeigt | Vucova     |
| Liebling       | Berini                                      | Nițchidorf |

## Geschichte
Infolge des Österreichisch-Ungarischen Ausgleichs (1867) wurde das Banat dem Königreich Ungarn innerhalb der Doppelmonarchie Österreich-Ungarn angegliedert. Das Dorf wurde 1868 von ungarischen Kleinpächtern gegründet. Die neu gegründete Ortschaft erhielt den Namen Eötvösfalva, später Eötvös bzw. Ötvösd, zu Ehren des Barons und Ministers Joszef Eötvös.
Der Vertrag von Trianon am 4. Juni 1920 hatte die Dreiteilung des Banats zur Folge, wodurch Ötvösd an das Königreich Rumänien fiel. In der Zwischenkriegszeit wurde der Ortsname romanisiert, zuerst in Ivești und später in Otvești. Die Mehrheitsbevölkerung blieb jedoch weiterhin ungarisch.

## Bevölkerungsentwicklung
| 1880 | 336 | -   | 327 | 9  | - |
| 1910 | 816 | -   | 791 | 24 | 1 |
| 1930 | 620 | 3   | 574 | 41 | 2 |
| 1977 | 467 | 31  | 417 | 19 | - |
| 2002 | 304 | 122 | 172 | 3  | 7 |